# 너보다리

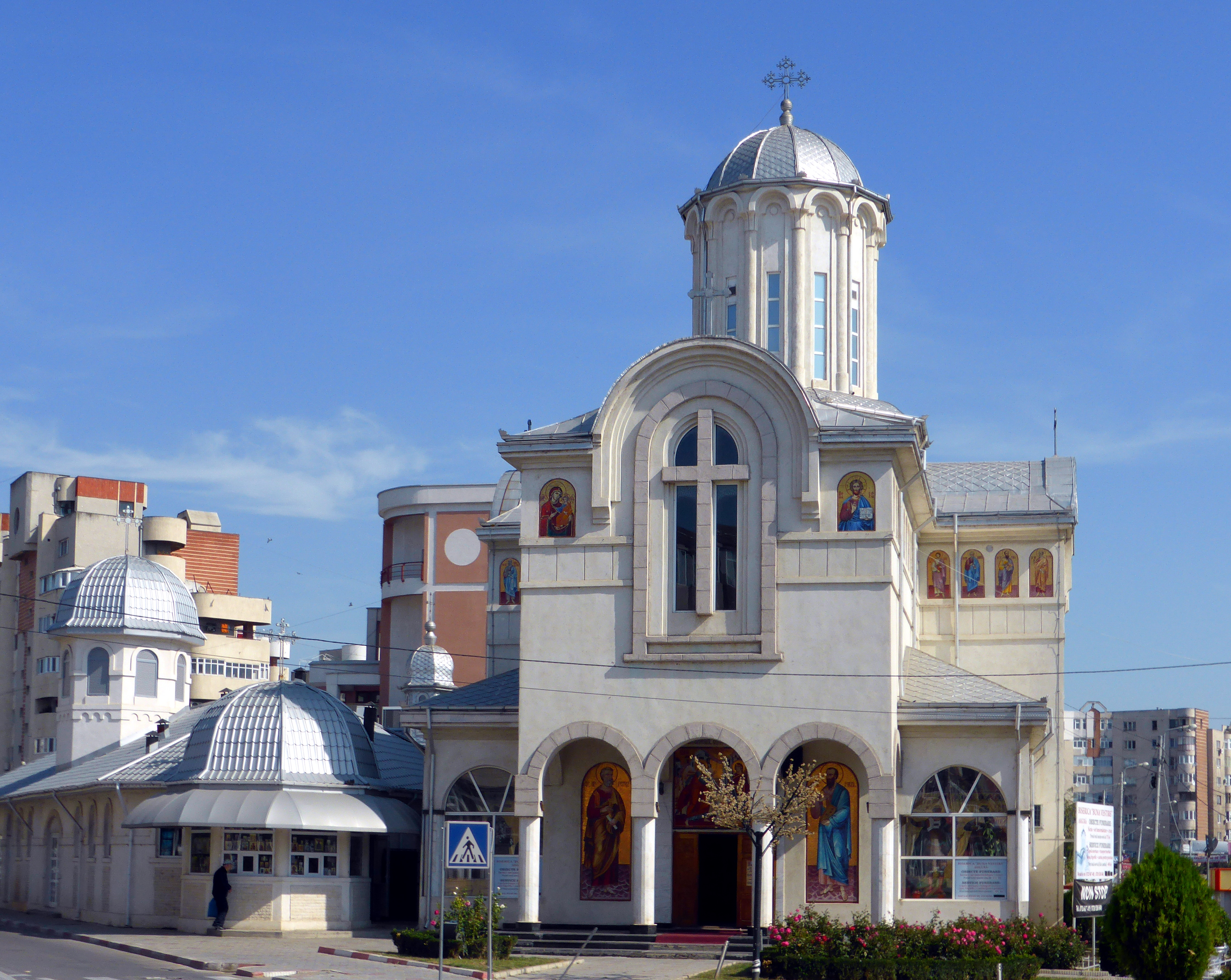
너보다리 수태고지 교회

너보다리(루마니아어: Năvodari, 튀르키예어: Kara Koyum 카라코윰[*])는 루마니아 콘스탄차주의 도시로 면적은 70.31km2, 인구는 31,554명(2011년 기준)이다. 흑해와 접한다.
도시 이름은 루마니아어로 "트롤망"을 뜻한다. 1421년 문헌에 처음으로 등장했으며 1932년 8월 15일 도시 지위를 부여받았다. 1975년부터 1979년 6월 29일까지 도시의 현대화 작업이 진행되었다.

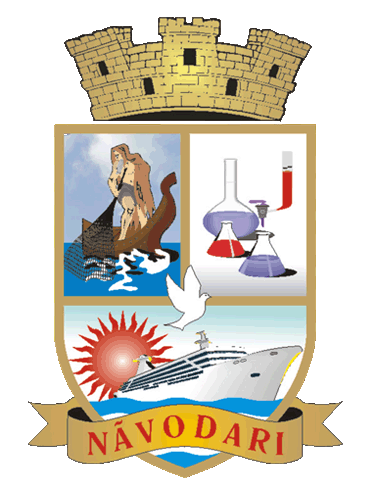
시 문장

## 인구
| 연도              | 인구   | ±%      |
| ----------------- | ------ | ------- |
| 1977              | 9,717  | —       |
| 1992              | 31,746 | +226.7% |
| 2002              | 32,400 | +2.1%   |
| 2011              | 31,554 | −2.6%   |
| 출처: Census data |        |         |